# Baecula gallopavo
Baecula gallopavo är en fjärilsart som beskrevs av Walker 1856. Baecula gallopavo ingår i släktet Baecula och familjen nattflyn. Inga underarter finns listade i Catalogue of Life.